# Gadács
Gadács is een plaats (község) en gemeente in het Hongaarse comitaat Somogy. Gadács telt 118 inwoners (2001).